# 拉沙佩勒 (夏朗德省)
拉沙佩勒（法語：La Chapelle，法語發音：[la ʃapɛl] ⓘ）是法国夏朗德省的一个市镇，属于昂古莱姆区。

## 地理
拉沙佩勒（45°50'23"N, 0°2'14"E）面积7.69 平方千米，位于法国新阿基坦大区夏朗德省，该省份为法国西部内陆省份，北起德塞夫勒省和维埃纳省，东临上维埃纳省，东南至多尔多涅省，南至多爾多涅省，西接滨海夏朗德省。
与拉沙佩勒接壤的市镇（或旧市镇、城区）包括：昂贝拉克、库隆日、马西亚克-朗维尔、武阿尔特、热纳克-比尼亚克。
拉沙佩勒的时区为UTC+01:00、UTC+02:00（夏令时）。

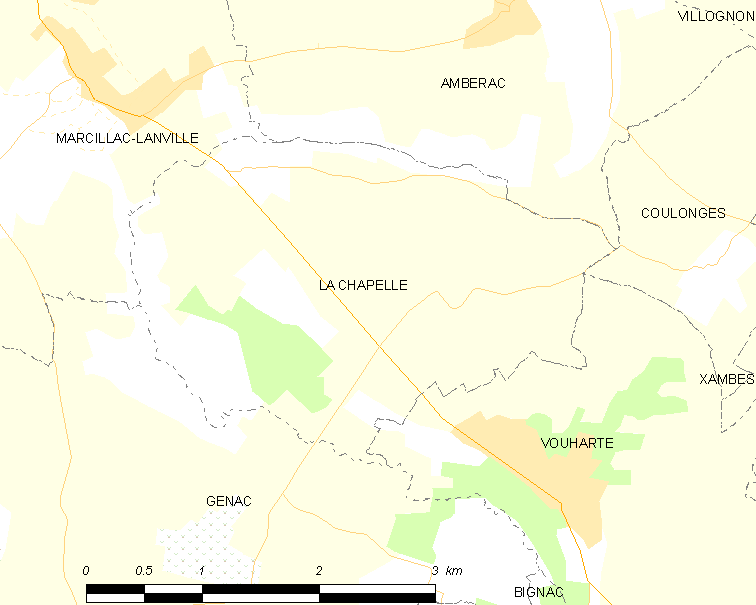
拉沙佩勒的OSM定位图

## 行政
拉沙佩勒的邮政编码为16140，INSEE市镇编码为16081。

## 政治
拉沙佩勒所属的省级选区为布瓦克斯-芒卢瓦县。

## 人口

1962-2008年间拉沙佩勒人口变化图示

拉沙佩勒于2022年1月1日时的人口数量为191人。